# Parque de Escultura Pappajohn
El Parque de Escultura Pappajohn es un parque de 4.4 acres localizado dentro del Western Gateway Park en Des Moines, Iowa. Abrió en 2009 con 24 esculturas, y para 2020 cuatro más habían sido adquiridas. El parque de escultura es administrado por el Centro Artístico de Des Moines y contiene obras de artistas de renombre mundial como Louise Burgués, Jaume Plensa, Deborah Butterfield, y Judith Shea. Está considerado una de las colecciones exteriores de escultura más significativas en los Estados Unidos.

## Historia
El parque fue nombrado en honor de John y Mary Pappajohn, un inversionista de Des Moines y su esposa, quienes donaron a la comunidad las 24 esculturas iniciales, valoradas en más de $40 millones de dólares. La pareja ha aparecido en la lista de ARTnews de los 200 principales coleccionistas de arte de 1998 a 2014. Cuando se dieron cuenta de que la gente hacía fila en sus vehículos para mirar las esculturas en su patio, decidieron que el Western Gateway Park sería una buena ubicación para las obras. Todas las esculturas fueron donadas por los Pappajohns o comisionadas específicamente para el parque.
Diana Agrest y Mario Gandelsonas, arquitectos basados en Nueva York, diseñaron el paisaje con colinas verdes y cortes de forma parabólico. Estas divisiones sirven como espacios separados para mostrar las esculturas y agruparlas a una serie de colecciones.
El Parque de Escultura Pappajohn fue el toque final al ambicioso proyecto de renovación que revitalizó el centro de Des Moines. Alguna vez lleno de agencias automotricez y talleres de reparación, la parte oeste del centro de Des Moines había caído en decadencia a principios de los años 2000s. En respuesta, la ciudad creó el parque Western Gateway Park entre las calles 10 y 15, derribando edificios abandonados y moviendo un complejo de apartamentos histórico a otro sitio. Esta renovación junto con la adición del parque de escultura creó valiosas bienes raíces y generó nuevas inversiones. En su inauguración en 2009, el parque de escultura proporcionó un contrapunto optimista a la Gran Recesión, y a la destrucción reciente en Iowa causada por inundaciones y tornados.
En 2011 White Ghost por Yoshitomo Nara fue instalada en el parque, después de ser exhibido en Nueva York com arte público colocado cerca la entradas a la Sociedad de Asia y el Park Avenue Armory.
En 2017 el Centro Artístico de Des Monies recibió la subvención de Proyecto de Conservación de Arte del Bank of America, para la restauración de la obra de Keith Haring Untitled (Three Dancing Figures, versión C). La escultura estaba estructuralmente intacta, pero el recubrimiento de pintura se había deteriorado significativamente después de años de exhibición pública al aire libre.
En 2018, Calabaza Grande por la artista japonesa Yayoi Kusama fue instalada en el parque. La calabaza tiene una altura de aproximadamente 8 pies desde el piso, incluyendo pedestal. Está hecha de bronce y presenta un patrón de puntos en su superficie. Según Jeff Fleming, director del Centro Artístico de Des Moines, la pieza es un “trabajo definitivo de uno de los artistas contemporáneos más importantes activos en la actualidad”.
Una versión de la icónica escultura de LOVE de Robert Indiana fue colocada en el parque en 2019.

## Esculturas

### Lista de obras de arte
Actualmente  hay 28 esculturas en el parque:
- Spider (1997) por Louise Burgués
- Seating for eight (1990) y Café Table 1 (1992) por Scott Burton
- In the morning (1986) por Anthony Caro
- Juno (1989) y Ancient Forest (2009) por Deborah Butterfield
- Order (1989) por Tony Cragg
- Reclining figure (1982) por Willem De Kooning
- T8 (1987) por Mark Di Suvero
- Panoramic Awareness pavilion(2013) por Olafur Eliasson
- Thinker on a rock (Pensador en la piedra) (1997) por Barry Flanagan
- Sin título (Three Dancing Figures, version C) (2009) por Keith Haring
- Back of a Snowman (black)  (2002) y Back of Snowman (white) (2002) por Gary Hume
- LOVE (1999) por Robert Indiana
- Sin título (1994) por Ellsworth Kelly
- Pumpkin Large (2018) por Yakoi Kusama
- White Ghost (2010) por Yoshitomo Nara
- Nomade (2007) por Jaume Plensa
- Decoy (1990) por Martin Puryear
- air gets into everything even nothing (2006) por Ugo Rondinone
- Five plate pentagon  (1986) por Richard Serra
- Moonrise.east.august (2006) y Moonrise.east.january  (2005) por Ugo Rondinone
- Sin título (1985) por Joel Shapiro
- Post Balzac (1990) por Judith Shea
- Marriage (1989) por Tony Smith
- Willy (2005) por Tony Smith
- Gymnast III (1985) por William G. Tucker
- Iron tree trunk (2015) por Ai Weiwei

### Obras seleccionadas

#### Nomade(2007) por Jaume Plensa
Una de piezas más impresionantes e icónicas en el Parque de Escultura Pappajohn es Nomade por el escultor español Jaume Plensa, la cual domina el paisaje sobre la calle Locust. La escultura originalmente se exhibió en 2007 en el entonces recientemente restaurado bastión de San Jaume, en Antibes. Posteriormente, la escultura es llevada a Miami donde fue adquirida por Mary y John Pappajohn, mientras la ciudad de Antibes Juan-les-Pins comisionó una escultura similar para ser instalada ahí permanentemente.
La escultura tiene un peso de  6 toneladas, 27 pies de alto y representa una forma humana hueca y agachada, hecha de una celosía de letras de acero pintado de blanco. La gente pueden entrar en la escultura y mirar a través de los espacios entre las letras. El arte de Plensa explora temas de comunicación entre individuos o culturas, y esta obra también ejemplifica su interés en la literatura y el cuerpo humano. Las letras no forman palabras con significado, sino expresan la esencia simbólica del lenguaje. En una encuesta aproximadamente 75 por ciento de los visitantes eligió Nomade como la pieza con la que más conectaron.